# Mary Flanagan

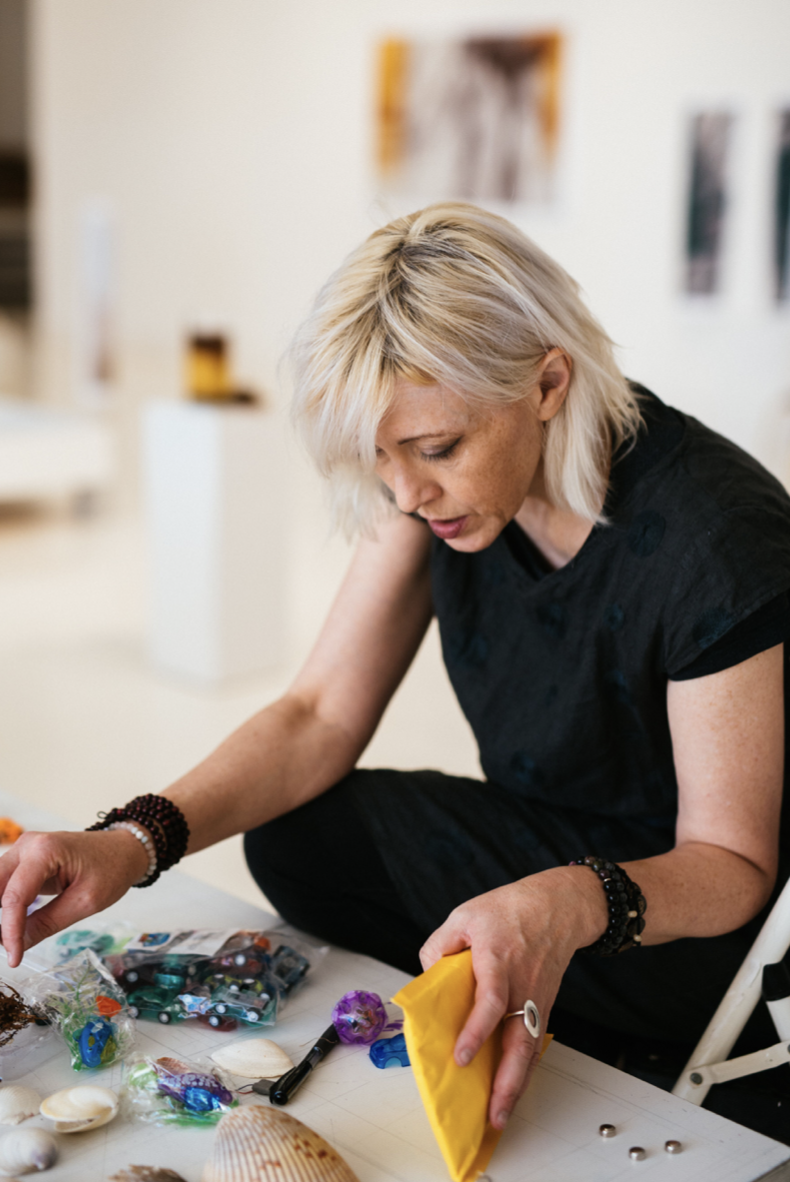
Mary Flanagan

Mary Flanagan (* 1969) ist eine US-amerikanische Künstlerin, Autorin und Designerin. Sie hat am Dartmouth College die Sherman Fairchild Distinguished Professorship für Digital Humanities (Digitale Geisteswissenschaften) inne und leitet das Tiltfactor Lab, in dem Videospiele erforscht werden. Sie studierte an der University of Wisconsin–Milwaukee, der University of Iowa und promovierte am Central Saint Martins College of Art and Design, UK.
Flanagan beschäftigt sich mit Designfragen, Cyber-Feminismus und der Rolle von Frauen in der Netzkultur.  Kunstwerke von ihr wurden unter anderem beim Laboral Art Center, The Whitney Museum of American Art, SIGGRAPH, Beall Center, Postmasters, Steirischer Herbst, Ars Electronica, Artist’s Space, dem Telfair Museum, The Guggenheim (New York), The Incheon Digital Arts Festival ausgestellt.
Ihr Buch Critical Play. Radical Game Design beschreibt die Rolle von Gesellschaftsspielen bei sozialen Veränderungen und Gesellschaftskritik.

## Werke
- 2006: Re:Skin. MIT Press, Cambridge 2006, ISBN 978-0-262-06260-2.
- 2009: Critical Play. Radical Game Design. MIT Press, Cambridge, ISBN 978-0-262-06268-8.
- 2017: Ghost Sentence. Atmosphere Press, Austin, ISBN 978-1-64008-467-4.